# 市川町
市川町（いちかわちょう）は、兵庫県の中央部にある町。神崎郡の中央に位置する。中播磨県民センター管轄区域。

## 歴史
- 1955年（昭和30年）7月25日 - 甘地村・川辺村・瀬加村・鶴居村が合併して発足。
- 1959年（昭和34年）4月 - 市川町立市川商業学校設立。
- 1961年（昭和36年）4月 - 市川町立市川商業学校が私立市川商業高等学校（現・市川高等学校）に改組。
- 1975年（昭和50年）11月1日 - 播但連絡道路福崎〜市川北間開通。
- 1982年（昭和57年）9月28日 - 播但連絡道路市川北〜神崎北間開通。
- 2002年（平成14年）10月24日 - アメリカ合衆国ワシントン州ポートタウンゼント市（en:Port Townsend, Washington）と姉妹都市提携。
- 2005年（平成17年）1月6日 - 神崎町・市川町・大河内町合併協議会発足（神崎町・大河内町合併協議会が併存）。
- 2005年（平成17年）2月20日 - 合併の賛否を問う住民投票実施。合併賛成が過半数であったが、同日大河内町で実施された住民投票において神崎町との合併が選択されたため、神崎町・市川町・大河内町の合併計画は消滅。

## 行政
- 町長：津田義和（2023年8月9日就任）[1]

### 衆議院
- 任期：2021年（令和3年）10月31日 - 2025年（令和7年）10月30日（「第49回衆議院議員総選挙」参照）

| 選挙区 | 議員名 | 党派名     | 当選回数 | 備考   |
| --- | ------ | ---------- | -------- | ------ |
| 兵庫県第12区（市川町、相生市、赤穂市、たつの市、宍粟市、姫路市（旧家島町・夢前町・香寺町・安富町域）、揖保郡、赤穂郡、佐用郡） | 山口壯 | 自由民主党 | 7        | 選挙区 |

## 経済

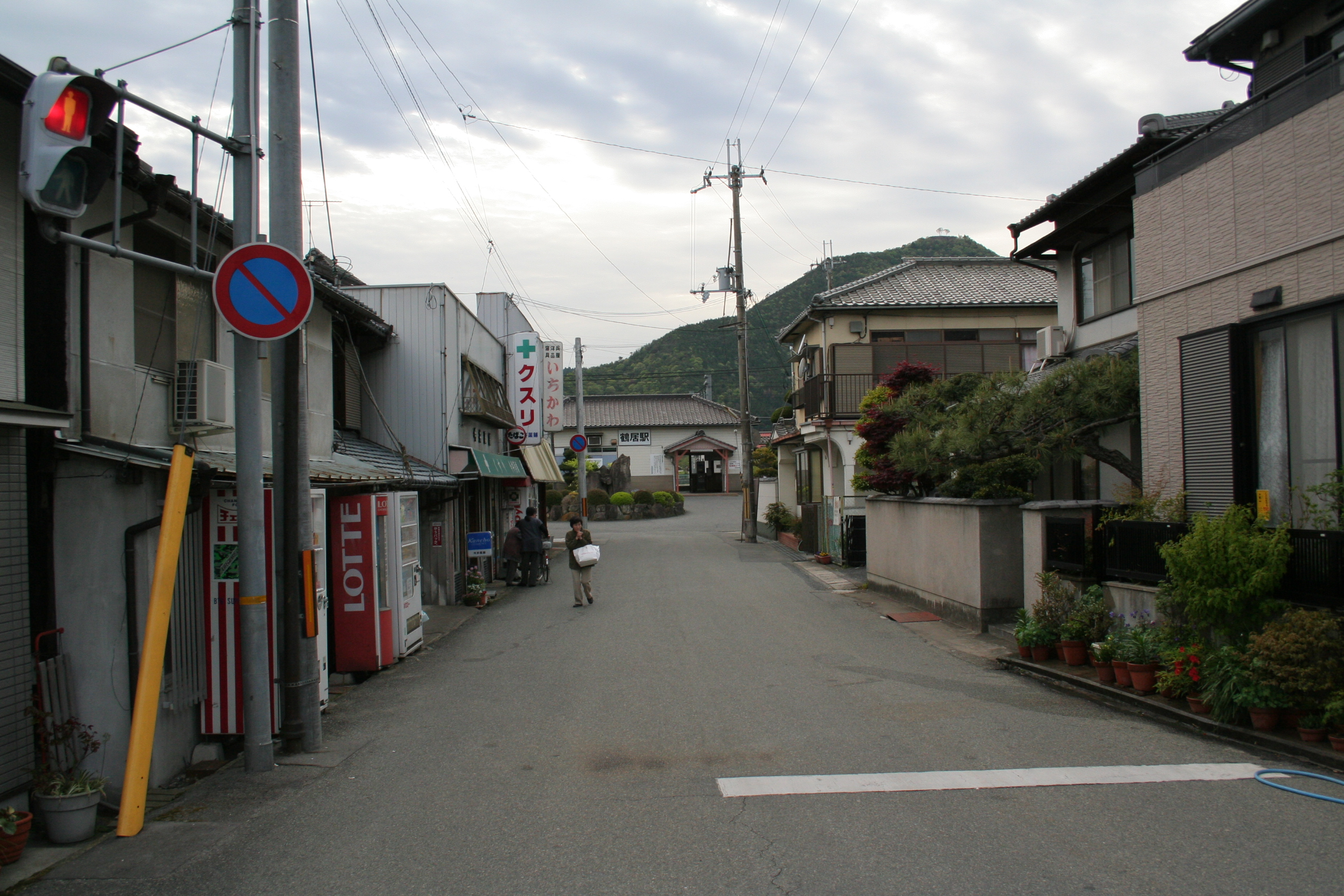
鶴居駅前通り

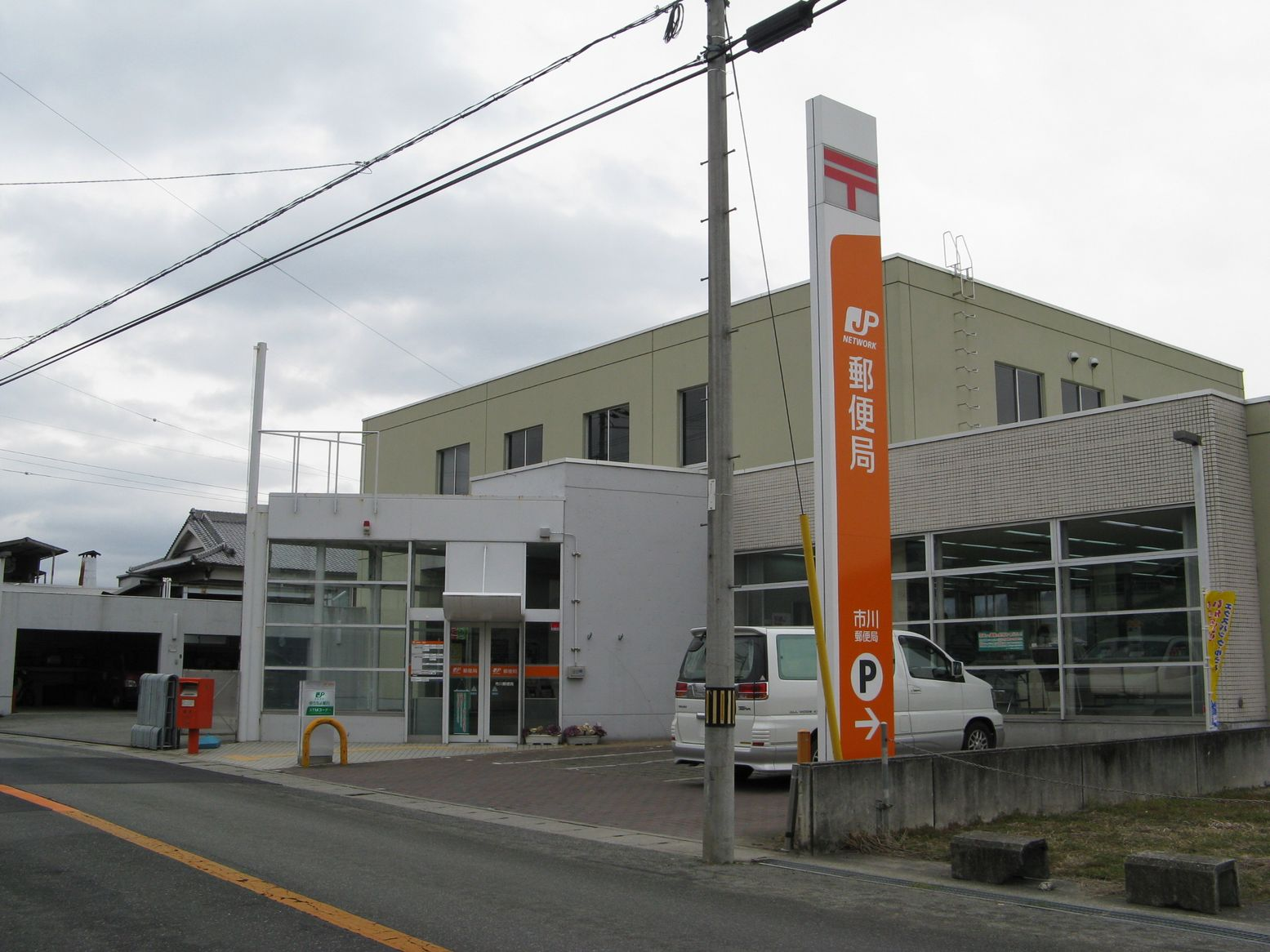
市川郵便局

### 産業
ゴルフクラブの製造が盛ん。特にアイアンヘッドは刀鍛冶の技術を応用した製造方法で、日本のゴルフクラブ発祥の地として知られている。

### 主な企業
- サンライズ工業市川工場
- 大真空神崎工場

## 姉妹都市・提携都市
- 姉妹都市： アメリカ、ポートタウンゼント市（2002年（平成14年）10月24日）

## 地域

### 人口
平成22年国勢調査より前回調査からの人口増減をみると、6.01％減の13,300人で、増減率は県下41市町中37位、49行政区域中45位。
| |                                        |  |
| 市川町と全国の年齢別人口分布（2005年） | 市川町の年齢・男女別人口分布（2005年） |  |
| ■紫色 ― 市川町 ■緑色 ― 日本全国 | ■青色 ― 男性 ■赤色 ― 女性              |  |
| 市川町（に相当する地域）の人口の推移 \| 1970年（昭和45年） \| 14,686人 \| \| \| 1975年（昭和50年） \| 14,915人 \| \| \| 1980年（昭和55年） \| 15,230人 \| \| \| 1985年（昭和60年） \| 15,354人 \| \| \| 1990年（平成2年） \| 15,105人 \| \| \| 1995年（平成7年） \| 15,060人 \| \| \| 2000年（平成12年） \| 14,812人 \| \| \| 2005年（平成17年） \| 14,150人 \| \| \| 2010年（平成22年） \| 13,288人 \| \| \| 2015年（平成27年） \| 12,300人 \| \| \| 2020年（令和2年） \| 11,231人 \| \| |                                        |  |
| 総務省統計局 国勢調査より |                                        |  |
| 1970年（昭和45年） | 14,686人                               |  |
| 1975年（昭和50年） | 14,915人                               |  |
| 1980年（昭和55年） | 15,230人                               |  |
| 1985年（昭和60年） | 15,354人                               |  |
| 1990年（平成2年） | 15,105人                               |  |
| 1995年（平成7年） | 15,060人                               |  |
| 2000年（平成12年） | 14,812人                               |  |
| 2005年（平成17年） | 14,150人                               |  |
| 2010年（平成22年） | 13,288人                               |  |
| 2015年（平成27年） | 12,300人                               |  |
| 2020年（令和2年） | 11,231人                               |  |

## 教育

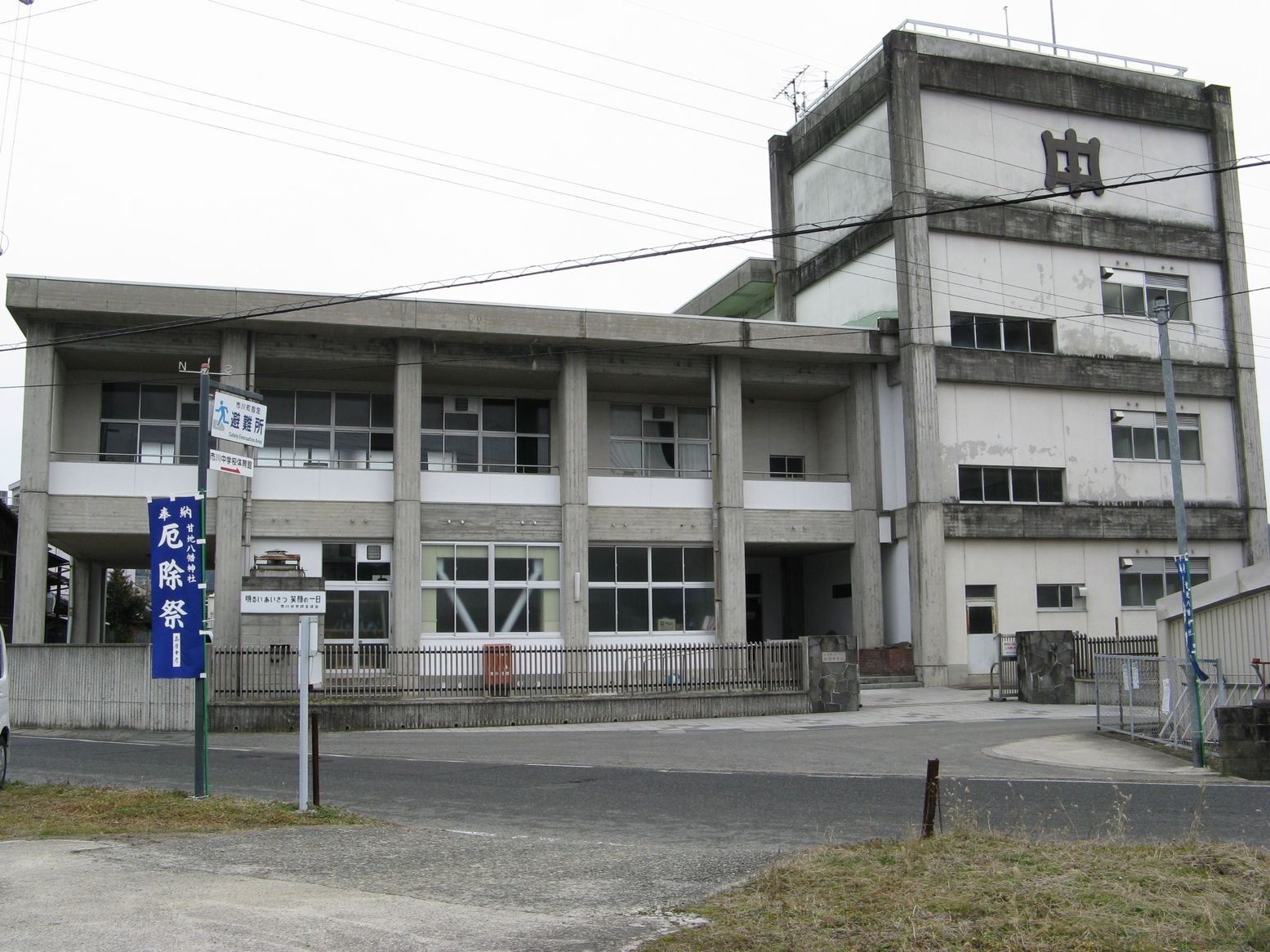
市川中学校

### 高等学校
- 学校法人市川学院市川高等学校

### 中学校
- 市川町立市川中学校

### 小学校
- 市川町立川辺小学校
- 市川町立甘地小学校
- 市川町立鶴居小学校
- 市川町立瀬加小学校

### その他
- デモクラティックスクールまっくろくろすけ -サドベリー・スクール

## 交通

### 鉄道路線

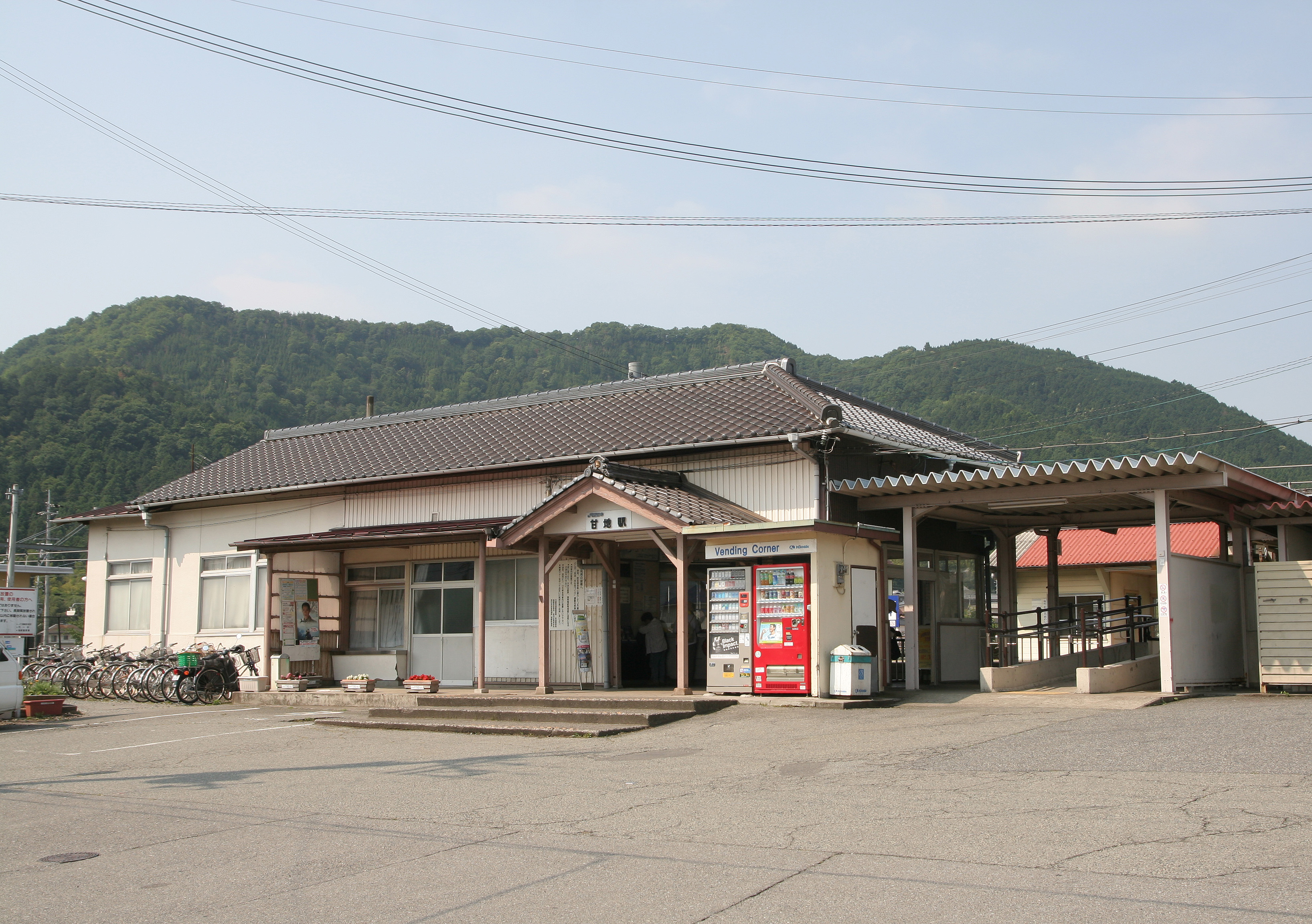
甘地駅

西日本旅客鉄道（JR西日本）
- 播但線：甘地駅 - 鶴居駅
- 中心となる駅：甘地駅

### バス
- 市川町コミュニティバス

### 道路
- 自動車専用道路

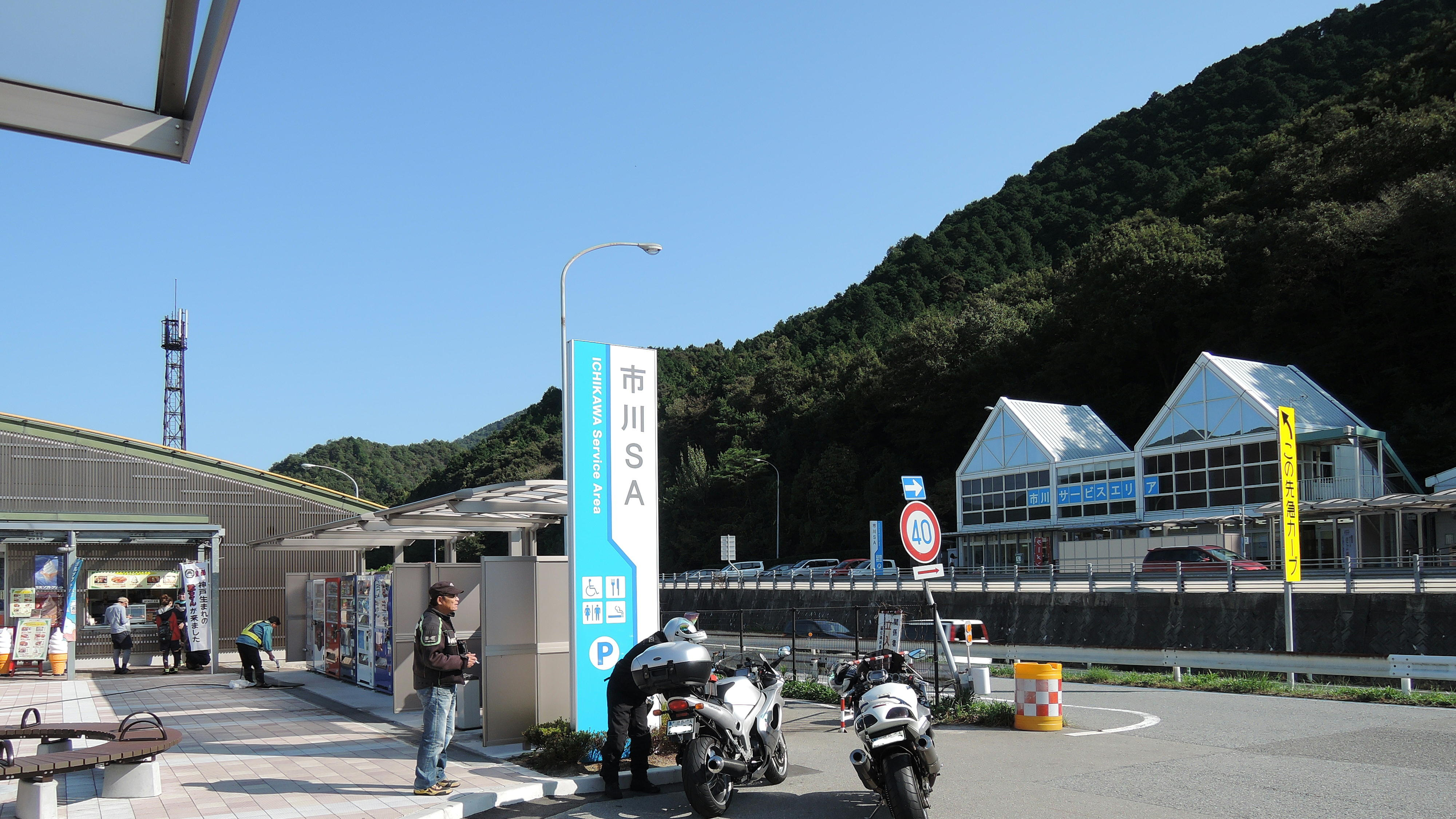
市川SA

  - 播但連絡道路 : 市川南ランプ - 市川北ランプ
- 一般国道
  - 国道312号
- 都道府県道
  - 兵庫県道34号西脇八千代市川線
  - 兵庫県道145号下滝野市川線
  - 兵庫県道214号鶴居停車場線
  - 兵庫県道215号甘地停車場線
  - 兵庫県道404号長谷市川線
  - 兵庫県道405号甘地福崎線
  - 兵庫県道407号前之庄市川線

## 名所・旧跡・観光スポット・祭事・催事

甘地の清水

### 祭事
- 市川まつり（7月下旬）

### 観光スポット
- リフレッシュパーク市川
- かさがた温泉せせらぎの湯
- 笠形山ハイキングコース
- 思い出博物館

## 出身人物
- 橋本忍（脚本家）
- 羽岡邦男（心理学者）
- ヒカル（YouTuber）

## 隣接する自治体
姫路市への通勤率は24.6%、福崎町への通勤率は15.9%である（いずれも平成22年国勢調査）。
- 姫路市
- 加西市
- 神崎郡福崎町
- 神崎郡神河町
- 多可郡多可町